# Big Ambergris Cay
Big Ambergris Cay, manchmal nur Ambergris Cay genannt, ist die Hauptinsel der Ambergris Cays, einer kleinen atlantischen Inselgruppe im Gebiet der südöstlichen Caicos-Inseln.
Die Insel liegt zwei Kilometer östlich ihrer Schwesterinsel Little Ambergris Cay, ist allerdings im Gegensatz zu dieser heute bewohnt. Die Siedlungen heißen Astwood Ridge, Bonny Cove, Calico Jack Cottages, Columbus Beach Cottages, Columbus Beach, Hawkins Ridge, Le Grand Cottages, Lightbourne Point, Salt Rakers Cove und Whale Watchers Point.
Auf Big Ambergris Cay, das sich seit mehreren Jahren in Privatbesitz befindet, wurde im Jahr 2000 ein großes Ferienresort mit Yachthafen und einer 1700 Meter langen Start- und Landebahn für Kleinflugzeuge errichtet. Seit Juni 2008 ist das dortige private Flugfeld für internationale Flüge freigegeben.
Der Name der Insel leitet sich von Ambergris (englisch für ‚Ambra‘), einem zur Parfümherstellung genutzten Ausscheidungsprodukt von Pottwalen, ab, das dort früher in großen Mengen angespült wurde.